# Джузепе Фурино
Джузепе Фурино (на италиански: Giuseppe Furino) е италиански футболист национал, полузащитник. Започва професионалната си кариера през сезон 1965-1966 г. във ФК Ювентус. През 1966 преминава в АСД Савона (61 мача, 7 гола). През 1968 преминава в УС Чита ди Палермо, като до 1969 г. изиграва 21 мача с 1 гол. Завършва кариерата си във ФК Ювентус от 1969 до 1984 г. Тук е най-силният период в неговата кариера. Изиграва 361 мача с 8 гола. В националния отбор на своята страна дебютира през 1970 г. До 1974 г. изиграва 3 мача. Сребърен медалист е от Световното първенство по футбол през 1970 г.